# Pan troglodytes verus
Lo scimpanzé occidentale (Pan troglodytes verus Schwarz, 1934), anche noto come scimpanzé dell'Africa occidentale o scimpanzé di Guinea, è una sottospecie dello scimpanzé comune (P. troglodytes), che abita l'Africa occidentale, principalmente Costa d'Avorio, Guinea, Liberia, Mali e Sierra Leone, con alcune popolazioni nei paesi circostanti.

## Etimologia
Il genere tassonomico Pan deriva dal dio greco della natura Pan. Il nome della specie, troglodytes viene dal greco per "abitante delle caverne", ed è stato coniato da Johann Friedrich Blumenbach nel suo Handbuch der Naturgeschichte (Manuale di storia naturale), pubblicato nel 1779. Il nome della sottospecie, verus, viene dal latino per "vero" ed è stato dato a questa sottospecie in 1934 da Ernst Schwarz, che originariamente la nominò Pan satyrus verus.

## Tassonomia
Lo scimpanzé occidentale (P. t. verus) è una sottospecie dello scimpanzé comune (Pan troglodytes), insieme allo scimpanzé dell'Africa centrale (P. t. troglodytes), allo scimpanzé della Nigeria-Camerun (P. t. ellioti), e allo scimpanzé scimpanzé orientale (P. t. schweinfurthii). Lo scimpanzé occidentale condivide il suo ultimo antenato comune con P. t. ellioti, separatosi in due sottospecie distinte tra i 0,4 e i 0,6 milioni di anni fa, e con P. t. troglodytes e P. t. schweinfurthii circa 0,38-0,55 milioni di anni fa.
Gli scimpanzé occidentali sono la sottospecie geneticamente più differenziata e omozigote dello scimpanzé comune.

## Distribuzione e habitat
La popolazione dello scimpanzé occidentale un tempo si estendeva dal sud del Senegal fino al fiume Niger. Oggi, le popolazioni più numerose si trovano in Costa d'Avorio e in Guinea. Altre popolazioni sopravvivono in Liberia, Sierra Leone e Guinea-Bissau. Popolazioni relitte vivono in Ghana, Senegal e Mali. La sottospecie è estinta allo stato selvatico in Gambia, e forse in Benin, Burkina Faso e Togo.

## Biologia

### Dieta
Sebbene sia fondamentalmente onnivoro, cibandosi soprattutto di frutti, lo scimpanzé occidentale è una delle sottospecie più carnivore di scimpanzé. I maschi e le femmine differiscono molto nel tipo e modalità di predazione. In Fongoli e in Senegal, i galagoni del Senegal rappresentano il 75% della dieta delle femmine e il 47% dei maschi. Mentre i maschi predano maggiormente altre scimmie, come i cercopitechi gialloverdi (27%) e i babbuini della Guinea (18%), è stato osservato che solo i maschi cacciano gli eritrocebi, e solo le femmine cacciano le manguste striate. Entrambi cacciano occasionalmente i bushbucks, preferendo i cuccioli, quando ne hanno la possibilità. Le femmine adulte, adolescenti e giovani hanno una probabilità leggermente maggiore di cacciare con strumenti rispetto ai maschi della stessa fascia d'età.

### Comportamenti unici

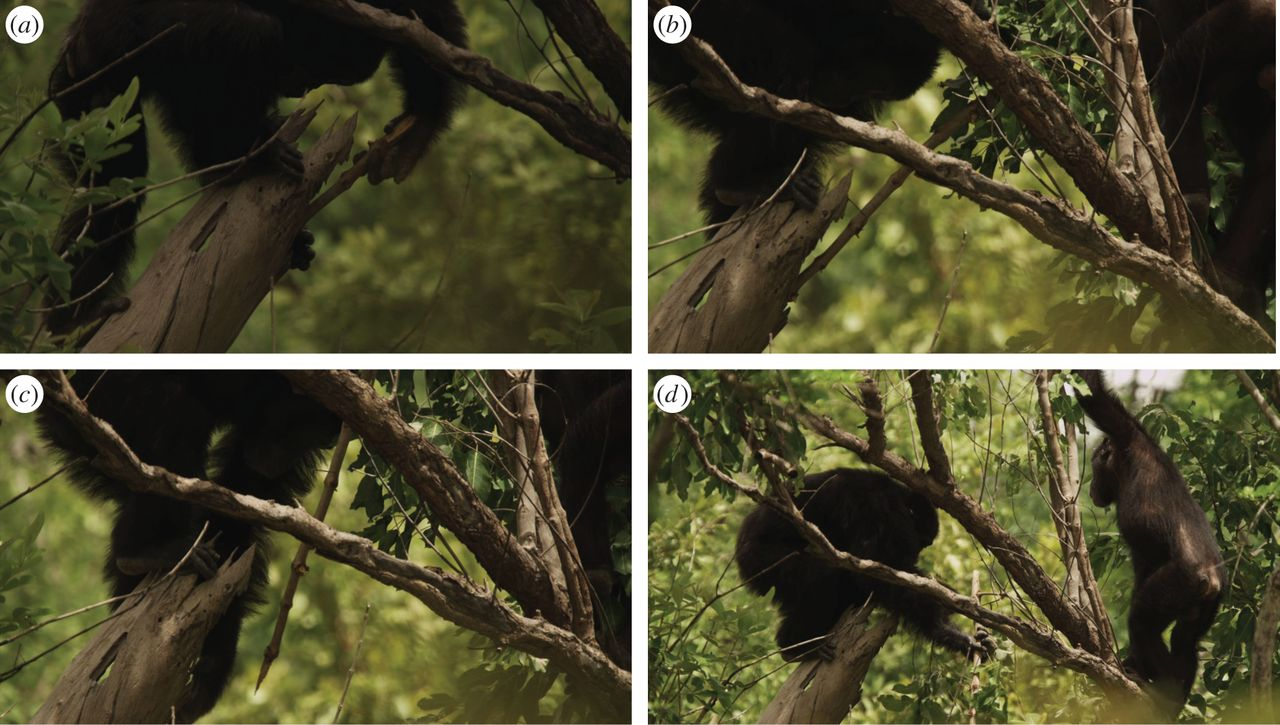
Uno scimpanzé occidentale che usa una lancia di legno per stanare un galagone del Senegal all'interno del ramo, mentre viene osservato dal fratello più giovane e inesperto

Gli scimpanzé occidentali mostrano comportamenti unici mai osservati in nessuna delle altre sottospecie dello scimpanzé. In effetti, il loro comportamento è così diverso da quello delle loro altre sottospecie di scimpanzé che è stato proposto che gli scimpanzé dell'Africa occidentale possano essere una specie distinta a sé stante.
Gli scimpanzé occidentali si impegnano in un insolito comportamento lanciando sassi o pietroni in ceppi d'albero cavi o semplicemente contro alberi, presumibilmente come una sorta di rituale primitivo o forse una prima forma di sport competitivo. Sono in grado di creare lance di legno per cacciare altri primati, usano le caverne come case, condividono tra loro cibi vegetali e viaggiano e si nutrono durante la notte. Si immergono anche nell'acqua e ci giocano per stare al fresco durante il caldo opprimente. Le femmine di scimpanzé dell'Africa occidentale sono piuttosto socievoli e spesso si sostengono a vicenda durante i conflitti con i maschi, risultando in una gerarchia più equilibrata tra i sessi rispetto a quella degli scimpanzé dell'Africa orientale rigidamente patriarcali. Le femmine di scimpanzé dell'Africa occidentale sono state osservate mentre cacciavano e accompagnavano i maschi nelle pattuglie territoriali, giocando un ruolo più importante nelle dinamiche sociali rispetto ad altre sottospecie di scimpanzé. Sebbene fosse tradizionalmente accettato che solo gli scimpanzé femmine migrassero e che i maschi rimanessero nella loro tribù natale per tutta la vita, gli scimpanzé occidentali sono gli unici a mostrare immigrazione femminile e maschile tra i gruppi, suggerendo che i maschi siano meno territoriali e più disposti ad accettare maschi non familiari. I test di paternità indicano che i maschi si accoppiano e procreano frequentemente con femmine di diverse comunità. Ci sono persino casi di scimpanzé occidentali maschi solitari, mentre in qualsiasi altra popolazione uno scimpanzé non potrebbe sopravvivere da solo. Gli scimpanzé maschi dell'Africa occidentale sono generalmente rispettosi delle femmine e non rubano loro il cibo, comportamento che può derivare almeno in parte dal fatto che le femmine formano spesso alleanze. Nella comunità della foresta Tai, i cuccioli sono spesso adottati da adulti non imparentati, che risultano di entrambi i sessi in egual misura. Anche le femmine di scimpanzé occidentali possono respingere le avances indesiderate dei maschi e selezionare i maschi con cui riprodursi alle loro condizioni. Ciò è ulteriormente in linea con il ruolo attivo e forse co-dominante che le femmine di scimpanzé occidentali svolgono nelle loro comunità.

## Conservazione
L'IUCN elenca lo scimpanzé occidentale come in pericolo critico di estinzione nella Lista rossa delle specie minacciate. In natura rimangono circa 21.300 a 55.600 individui. La principale minaccia per lo scimpanzé occidentale è la perdita dell'habitat, oltre alla caccia per la sua carne per il mercato della bushmeat.